# Zaedã
Zaedã (em persa: زاهدان; romaniz.: Zahedan) é a capital da província de Sistão-Baluchistão. Está a 1352 metros de altitude e segundo censo de 2016, havia 587 730 habitantes.